# Ulrich Becker (Esperantist)

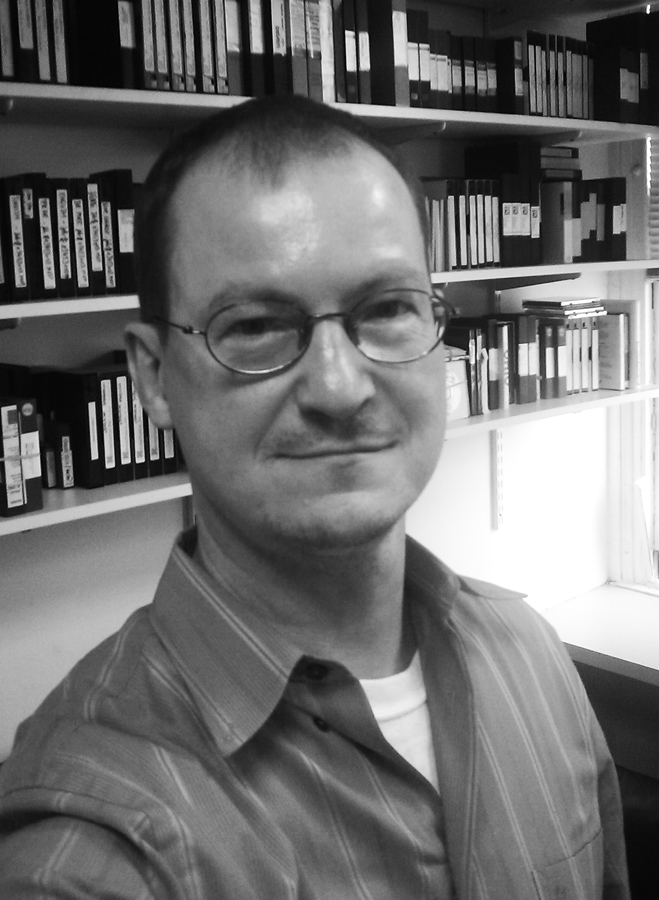
Ulrich Becker

Ulrich Becker  (* 14. November 1958 in Frankenberg/Sa.) ist Verleger von Literatur auf und über Esperanto und von interlinguistischer Literatur im Allgemeinen.
Er hat ein Studium als Master in Science of Publishing an der Pace University in New York abgeschlossen (2001). 1983 schloss er Studien der französischen und russischen Literatur- und Sprachwissenschaft an der Humboldt-Universität zu Berlin mit einer Lehrerlizenz ab.
Ulrich Becker ist Mitglied der Gesellschaft für Interlinguistik (GIL), der internationalen Literatur-Akademie des Esperanto (Akademio Literatura de Esperanto, des Esperanto-Weltbundes Universala Esperanto-Asocio, UEA) und anderer nationaler und internationaler Organisationen. Er war Vorstandsmitglied der FAME-Stiftung zur Förderung internationaler Verständigungsmittel.
Er erhielt den Grabowski-Preis (Premio Grabowski) im Jahre 2005 für seine Verdienste um die Veröffentlichung von Esperanto-Literatur. Er gewann mehrere Preise bei den internationalen Literatur-Wettbewerben von UEA, Belartaj Konkursoj, u. a. den Preis Nova Talento 1990, erste Preise 1991, 1995 und 2004 und zweite Preise 1991 und 2004.
Er ist Humboldt-Preisträger der Humboldt-Universität zu Berlin (1983). Im Jahre 2000 erhielt er ein Arthur Anderson Scholarship der Pace University in New York.

## Verlagswesen und Esperanto
Ulrich Becker lernte Esperanto autodidaktisch im Jahre 1976. Von 1988 bis 1990 war er angestellt beim Esperanto-Verband im Kulturbund der DDR. Nach der Wiedervereinigung Deutschlands wurde er zum Vorstandsmitglied des Deutschen Esperanto-Bundes (Germana Esperanto-Asocio) gewählt (bis 1993) und war Redakteur der Zeitschrift Esperanto Aktuell. Im Jahre 1991 war er Mitbegründer der Gesellschaft für Interlinguistik (GIL) in Berlin und war bis 1999 Vorstandsmitglied. Er war Redakteur der jährlichen Konferenzmaterialien der GIL in den 1990er Jahren (Interlinguistische Informationen – Beihefte). Seit 2002 arbeitet er auch für die internationale Medienagentur InterNation, Inc. in New York sowie, seit 2004, für die Esperanto-Abteilung des New Yorker Verlags Mondial.

## Esperanto-Literatur
Ulrich Becker ist der Autor einer Sammlung von Erzählungen in Esperanto (La Aĵoj kaj la sezonoj,  1996) und eines Gedichtbands in Esperanto (Ĉiuj dioj estas for. Novjorkaj poemoj,  2004), einer Sammlung von Interviews mit Esperanto-Sprechern (mit Zdravka Metz: Vivprotokoloj,  1995 und 2009) sowie von Erzählungen in verschiedenen Esperanto-Zeitschriften. Einige seiner Esperanto-Erzählungen wurden in ethnische Sprachen übersetzt.

## Deutsche Literatur
Er ist Autor eines Romans in deutscher Sprache (New York oder Lunatic oder Die andere Seite des Mondes, 2000) und einer Erzählung in der Anthologie Einmal war’s schön (Literaturpreis der Schwulen Buchläden,  1997).

## Auswahl-Bibliographie

### Original in Esperanto
- Vivprotokoloj (mit Zdravka Metz), erste und zweite Auflage
- Ĉiuj dioj estas for. Novjorkaj Poemoj
- Berlino por turistoj. Praktika poŝgvidilo por esperantistoj
- La Aĵoj aj la sezonoj
- Esperanto-libroj de nemovadaj librovendejoj: Kion movadaj eldonistoj povas aŭ ne povas fari
- Barata Kafejo
- Enkonduko (al Pro kio? de Argus)
- Enkonduko al Fausto  de Johann Wolfgang von Goethe
- Enkonduko kaj Glosaro Lotte de Weimar  de Thomas Mann
- La Inico
- La virino kun la helbluaj okuloj
- La ĉiutaga vivo de GDR-esperantisto
- Ĉu la Movado tion eltenos?

### Original in Englisch
- Publishing for a Diaspora: The Development of Publishing in the International Esperanto Movement

### Original in Deutsch
- New York Lunatic oder Die andere Seite des Mondes
- Korrespondenzkurs Esperanto
- Interlinguistik im Internet
- Einige Bemerkungen zu den Erfahrungen bei der Nutzung von Esperanto-Fernkursen
- Ein Spätes Konzert